# Albert Broschek (Verleger)
Albert Vincent Broschek (* 3. Februar 1858 in Danzig; † 10. Juli 1925 in Königsberg) war ein deutscher Buch- und Zeitschriften-Verleger.

## Leben

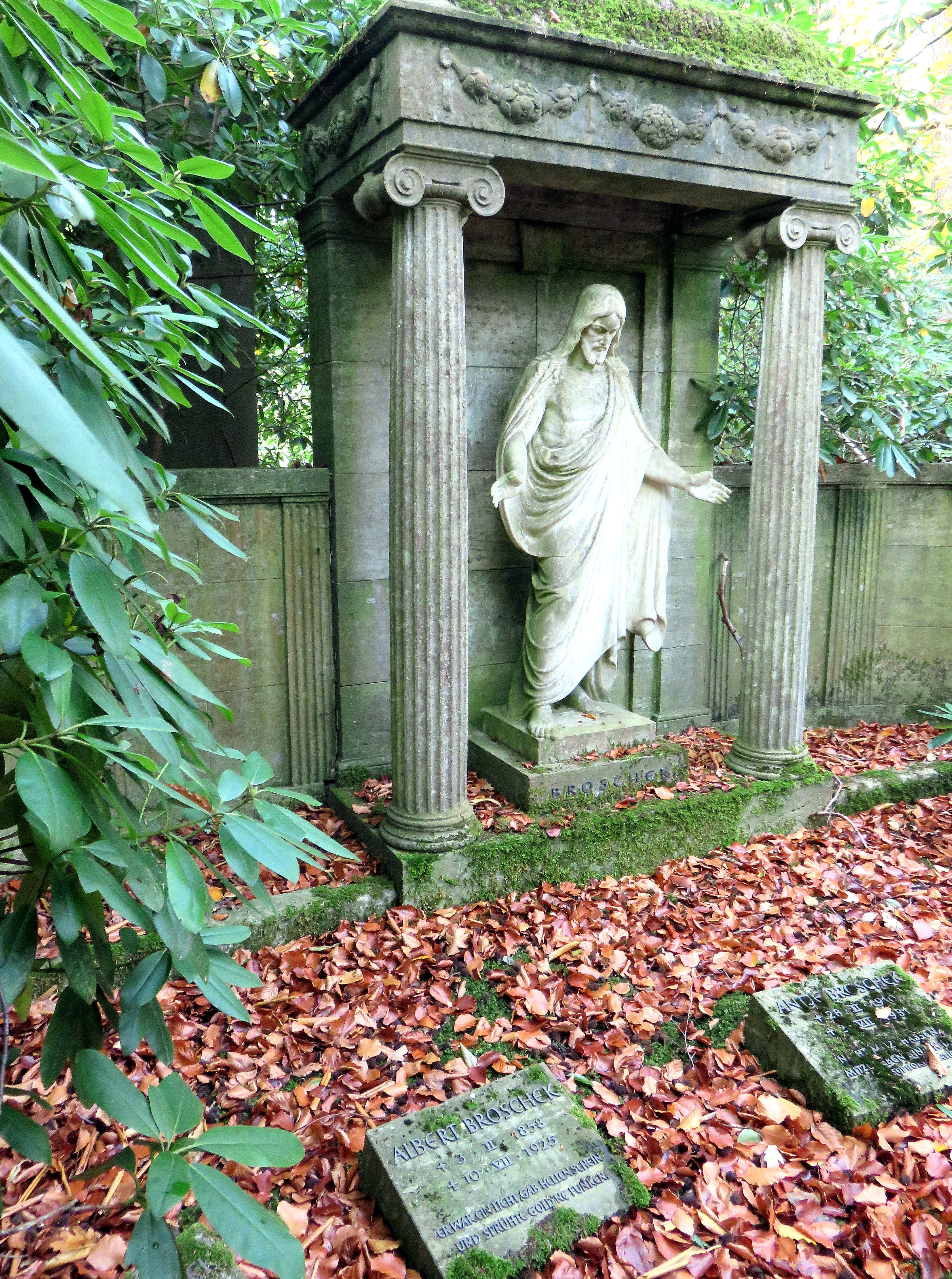
Kissenstein Albert Broschek am Familiengrab auf dem Friedhof Ohlsdorf

Der gelernte Setzer arbeitete zunächst in Danzig und Görlitz sowie ab 1886 in Graudenz für Gustav Roethe und dessen politische Zeitung „Der Gesellige“. Bis 1901 stieg er vom Faktor zum Geschäftsführer, stillen Teilhaber und Verlagsdirektor auf. Mit dem erworbenen Vermögen kaufte er Zeitungen in Plauen, Offenbach und Würzburg, von denen er sich aber bald wieder trennte, um 1907 das traditionsreiche „Hamburger Fremdenblatt“ samt Druckerei und Verlag zu übernehmen. Broschek richtete das Blatt personell und technisch neu aus und führte es binnen weniger Jahre in die vorderste Reihe der deutschen politischen Tageszeitungen. Die Auflage stieg auf 150.000 Exemplare.
Bahnbrechend wirkte sich dabei vor allem die Einführung eines von Broschek verbesserten Kupfertiefdruck-Verfahrens aus: 1911 produzierte er erstmals eine Tiefdruckbeilage zum Fremdenblatt, später auch für andere Zeitungen. Im Ersten Weltkrieg kamen illustrierte Wochenzeitungen für die Front und das Ausland hinzu („Illustrated War Chronic“, „Welt im Bild“), ab 1918 dann die „Hamburger Illustrierte“. Auch in der angegliederten Akzidenz- und Buchdruckerei gewann der Tiefdruck an Bedeutung und machte Broschek zeitweise zur größten Kupfertiefdruckerei des europäischen Festlandes. Das gestiegene Selbstbewusstsein als führendes Verlagshaus fand seinen Niederschlag im repräsentativen Stammhaus am Heuberg, das 1925/26 nach Plänen von Fritz Höger errichtet wurde.
Albert Broschek war zweimal verheiratet. 1881 ehelichte er Minna Merker (1857–1928) aus Klitten. aus der Ehe, die 1905 geschieden wurde, gingen vier Söhne hervor. Aus der 1906 mit Christine Schmahl geschlossenen Ehe gingen ein Sohn und eine Tochter hervor.
Albert Broschek gehörte etwa eineinhalb Jahrzehnte dem Vorstand des Vereins deutscher Zeitungsverleger an und starb auf einer Tagung des Verbands in Königsberg. Er wurde in Hamburg auf dem Friedhof Ohlsdorf im Planquadrat AA 18 östlich Nordteich und nördlich Waldstraße beigesetzt. Sein Sohn Kurt Broschek (1884–1946) übernahm die Leitung des Verlagshauses bis zur Enteignung durch die Nationalsozialisten 1936. Sein Sohn Albert Ernst Broschek (1906–1953) war Ende der 1920er und Anfang der 1930er Jahre als Automobilrennfahrer international aktiv.